# Solomon Manasjvili
Solomon Manasjvili (georgiska: სოლომონ მანაშვილი), född 31 juli 2001, är en georgisk brottare som tävlar i fristil.

## Karriär
Vid EM 2025 i Bratislava tog Manasjvili silver i 125 kg-klassen efter en finalförlust mot azeriske Giorgi Meshvildishvili.